# Pontus Dahlberg
Pontus Jacob Ragne Dahlberg (Älvängen, 21 gennaio 1999) è un calciatore svedese, portiere dell'IFK Göteborg.

## Carriera

### Club

#### Gli inizi
Dahlberg è nato e cresciuto – anche a livello calcistico – ad Älvängen, centro abitato situato a pochi chilometri dalla città di Göteborg.
Dopo alcuni anni trascorsi nel settore giovanile, è approdato nella prima squadra della formazione locale quando ancora aveva 14 anni, trovando le prime presenze nel campionato di Division 6 che corrisponde all'ottava serie nazionale.

#### Göteborg
Il 14 novembre 2014 è stato ufficializzato il suo passaggio all'IFK Göteborg a partire dal gennaio seguente.
Per un paio di anni Dahlberg è rimasto all'interno del settore giovanile, riuscendo nel frattempo anche a debuttare in prima squadra nella sfida di ritorno del preliminare di Europa League 2016-2017 vinto in Galles contro il Llandudno (partita che rappresentava poco più di una formalità visto il successo per 5-0 dell'andata).
Prima dell'inizio della stagione 2017 la dirigenza biancoblù ha deciso di puntare su di lui nonostante i 18 anni appena compiuti, girando al tempo stesso l'esperto John Alvbåge in prestito negli Stati Uniti. Il 1º aprile ha giocato la sua prima partita nella massima serie in occasione del match inaugurale del campionato, terminato 1-1 contro i campioni in carica del Malmö FF. Nonostante la stagione negativa della squadra, che ha chiuso la Allsvenskan 2017 al decimo posto, Dahlberg è stato nominato debuttante dell'anno al Galà del calcio svedese.

#### Watford e vari prestiti
Il 31 gennaio 2018 è stato ufficializzato il suo passaggio agli inglesi del Watford, che hanno acquistato Dahlberg per una cifra non rivelata ma quantificata dalla stampa britannica in 3,5 milioni di sterline. Il giovane portiere svedese ha firmato un contratto di cinque anni e mezzo, ma è rimasto all'IFK Göteborg in prestito fino all'estate seguente.
In Inghilterra, Dahlberg non è mai sceso in campo in partite ufficiali, così il 31 gennaio 2020 è stato così girato in prestito in Eredivisie all'Emmen, dove è stato però riserva di Dennis Telgenkamp nelle poche partite disputate in quel periodo dalla squadra prima della definitiva sospensione del campionato per via della pandemia di COVID-19 del 2019-2021.
Terminato il prestito nei Paesi Bassi, il 10 agosto 2020 il giocatore è passato all'Häcken con un prestito valido fino al 31 maggio 2021. Il club, altra squadra della città di Göteborg, era infatti in cerca di un portiere che sostituisse Peter Abrahamsson a seguito del grave infortunio occorso a quest'ultimo. Dahlberg ha così difeso la porta giallonera dalla 17ª all'ultima giornata dell'Allsvenskan 2020 e dalla 1ª all'8ª giornata dell'Allsvenskan 2021, prima di partire per fine prestito.
Nell'agosto 2021 è stato protagonista di un nuovo prestito, questa volta nel campionato inglese di Football League One al Doncaster Rovers per tutta la stagione 2021-2022, salvo risolvere il prestito durante il mercato invernale ed il 14 gennaio 2022 ufficializzarne la cessione cederlo in prestito fino al termine della stagione al Gillingham.

#### Ritorno al Göteborg
Nell'agosto 2022, l'IFK Göteborg ha sfruttato la possibilità di riportare il giocatore in biancoblù a titolo definitivo, nonostante l'iniziale presenza in rosa del portiere titolare Warner Hahn poi partito a fine stagione. Dahlberg ha firmato un contratto di quattro anni e mezzo. Nel 2023 ha ricoperto il ruolo di portiere titolare, ma durante un'amichevole del precampionato 2024 ha riportato un grave infortunio al legamento crociato posteriore del ginocchio, che lo ha costretto a saltare l'intero campionato. È tornato in campo all'inizio della stagione 2025.

### Nazionale
Già portiere delle Nazionali svedesi Under-17 e Under-19, Dahlberg ha debuttato con l'Under-21 il 27 marzo 2017 (cinque giorni prima del suo debutto in Allsvenskan con il club) nella vittoria per 4-0 sulla Repubblica Ceca quando ancora non aveva collezionato alcuna presenza in campionato.
È figurato tra i 23 convocati del CT Håkan Ericson per gli Europei Under-21 del 2017, ma ad essere schierato nella competizione è stato sempre Anton Cajtoft.
Il 7 gennaio 2018 ha debuttato con la Nazionale maggiore in occasione dell'amichevole di Abu Dhabi contro l'Estonia (1-1), in una rosa sperimentale composta da giocatori militanti nei soli campionati scandinavi.